# Genealogy
I Genealogy sono stati un supergruppo che ha rappresentato l'Armenia all'Eurovision Song Contest 2015. Tutti i membri discendono da persone vittime del genocidio armeno avvenuto nel 1915.

## Storia
L'11 febbraio 2015 viene annunciata la partecipazione armena all'Eurovision Song Contest 2015 con un gruppo formato da sei persone con la canzone Don't Deny. Gli appartenenti a questo provengono da zone del mondo diverse, cioè dall'Europa, Asia, America, Africa e Oceania. Cinque membri rappresentano i petali del fiore nontiscordardimé, l'ultimo membro completa e unisce i petali, provenendo dall'Armenia.
Successivamente, vengono annunciati i componenti: il 16 febbraio il primo, cioè Essaï Altounian, un francese quindi rappresentante dell'Europa, il secondo Tamar Kaprelian in data 20 febbraio in rappresentanza dell'America. Il terzo tre giorni dopo ed è Vahe Tilbian, etiope e rappresentante dell'Africa. Il quarto membro è stato annunciato il 27 febbraio ed è Stephanie Topalian come rappresentante dell'Asia e il quinto in data 3 marzo ed è Mary-Jean O'Doherty in rappresentanza dell'Oceania. L'ultimo membro, abitante attualmente in Armenia, è Inga Arshakyan. Inga aveva partecipato all'edizione Eurovision Song Contest 2009 assieme alla sorella Anush raggiungendo il nono posto.
La canzone con cui hanno partecipato al concorso è Don't Deny, il cui titolo è stato poi cambiato in Face the Shadow nel marzo per evitare ogni riferimento alla politica.
Alla sessantesima edizione dell'Eurovision Song Contest i Genealogy superano la semifinale, pur essendo capitati nella temutissima seconda posizione in ordine di esibizione: in finale si piazzeranno al sedicesimo posto ottenendo un 12 punti alla fine della votazione dalla Georgia.

## Formazione
- Inga Arshakyan (18 marzo 1982) - voce
- Essaï Altounian (5 novembre 1980) - voce
- Mary-Jean O'Doherty Basmadjian (2 aprile 1982) - voce
- Tamar Kaprelian (28 ottobre 1986) - voce
- Vahe Tilbian (2 maggio 1980) - voce
- Stephanie Topalian (5 agosto 1987) - voce

## Discografia

### Singoli
- 2015 - Face the Shadow